# Frieda Fromm-Reichmann
Frieda Fromm-Reichmann (Karlsruhe, 23 de octubre de 1889 - Rockville, Maryland 28 de abril de 1957) fue una psiquiatra y psicoanalista alemana, nacionalizada estadounidense, contemporánea de Sigmund Freud. Se la reconoce como pionera de la psicoterapia de orientación psicoanalítica en el tratamiento de personas con psicosis y como una representante de la tendencia denominada neofreudismo.

## Trayectoria
Se inició como médica en 1914 y, trabajando con heridos en la guerra, ejerció la medicina durante seis años en el ejército prusiano. En Heidelberg, fundó un centro de atención psiquiátrica de orientación psicoanalítica dirigido a la rehabilitación psíquica de jóvenes judías.
Se formó como psicoanalista en Múnich y fue miembro del Instituto Psicoanalítico de Frankfurt. En este contexto, conoció a Erich Fromm, quien fue primeramente su analizando y luego su esposo.
Debido a su origen étnico emigró de Alemania huyendo del nazismo, pasó primero por Estrasburgo y Palestina, para llegar finalmente a Estados Unidos, donde hizo un notable aporte a la difusión del psicoanálisis en este país.  Desde su puesto en la conocida clínica Chestnut Lodge, realizó contribuciones teóricas relevantes con la introducción del concepto de interpersonalidad, según el cual el abordaje y comprensión de los trastornos psíquicos solo es posible en relación con un otro.
Su paciente más famosa, Joanne Greenberg, escribió una autobiografía novelada, I Never Promised You a Rose Garden, sobre su tiempo en un hospital mental, ofreciendo un retrato muy atractivo de ella como:

"La doctora Fried": "Ella es inteligente ... pero después de que la conoces desde hace tiempo, te darás cuenta de que con la pequeña Clara Fried, el cerebro es sólo el principio".

 Otra famosa paciente incluye a Rollo May. También trató a Karl Hermann Brunck, de quien expresó:

"En realidad, nadie sabía por qué estaba sufriendo de esta enfermedad mental ... Todo lo que podemos decir con certeza acerca de su tipo de enfermedad es que tendría sus raíces en el fracaso de los padres - comúnmente la madre Figura - para proporcionar seguridad emocional en la infancia. Eso hace de una organización del Yo débil, con incapacidad para dar y recibir amor en un nivel adulto.

Fromm-Reichmann acuñó la expresión madre "esquizógena" que influenciaría al movimiento antipsiquiátrico. Colaboró estrechamente en la creación y desarrollo de institutos psicoanalíticos en Nueva York, con Erich Fromm, Clara Thompson, Harry Stack Sullivan, David Rioch y Janet Rioch. Colaboró estrechamente con Sullivan en la formación de la Sociedad Psicoanalítica de Whashington-Baltimore.
Víctima de un ataque cardíaco, falleció a los 67 años de edad.

## Obra
- Fromm-Reichmann, Frieda (1960). Principles of Intensive Psychotherapy (en inglés). University Of Chicago Press. p. 264. ISBN 0-226-26599-4, ISBN 9780226265995. Consultado el 18 de marzo de 2016.

- Fromm-Reichmann, Frieda; Hornstein, Gail A. (2000).  Free Press, ed. To Redeem One Person is to Redeem the World: The Life of Frieda Fromm-Reichmann. pp. 478. ISBN 0684827921, ISBN 9780684827926.

### Artículos
- con Dexter M. Bullard (ed.) Psychoanalysis and Psychotherapy. University of Chicago Press, 1959.

- con Käte Hügel: Intensive Psychotherapie. Hippokrates-Verlag, 1959.

- Psychoanalysis and Psychotherapy: Selected Papers. Editor Dexter M. Bullard, 5.ª ed. de University of Chicago Press, 349 p. 1959 ISBN 0226265978, ISBN 9780226265971 Psychoanalyse und Psychotherapie. Eine Auswahl aus den Schriften. Klett-Cotta, Stuttgart 1988, ISBN 3-12-902770-X.